# G.I. Blues
G.I. Blues (с англ. — «Солдатский блюз») — альбом американского певца Элвиса Пресли, являющийся саундтреком к одноимённому фильму («Солдатский блюз»), действие которого разворачивается в Западной Германии на американской военной базе (сюжет привязан к факту прохождения службы в армии самого Пресли). Альбом занял 1-е место в американском хит-параде.
Для Пресли G.I. Blues был началом того пути, по которому пошла его карьера в 1960-е гг., а именно: превалирование фильмов и саундтреков к ним над обычной студийной работой, что в итоге привело певца в тупик самоповторений и музыкального регресса. «Тем не менее, — как пишет один критик, — энтузиазм Элвиса делает даже из порыва ветра музыку; невозможно представить, чтобы кто-то всерьёз слушал эту музыку, будь она записана любым другим певцом на свете».
В то время с альбома не вышло ни одного сингла, однако в 1964 году была выпущена «Wooden Heart», написанная совместно с Бертом Кемпфертом по мотиву народной швабской песни «Muß i' denn zum Städtele hinaus», из которой включены несколько строчек на немецком языке.
Знаменитый хит «Blue Suede Shoes» 1956 года на этом альбоме записан в новой версии: это один из редких примеров, когда Пресли заново записывал уже выпущенную песню.
Песня «Tonight’s All Right For Love» не вошла в оригинальное американское издание альбома (в то время, как она вышла в европейских изданиях, заменив, правда, первую песню альбома «Tonight Is So Right For Love», написанную по мотиву «Сказок Венского леса» Штрауса). В США «Tonight’s All Right For Love» впервые вышла в 1974 году в составе сборника «Elvis: A Legendary Performer»; в составе альбома (в качестве финальной песни) она появилась на компакт-диске 1990 года.
В 1997 году вышло расширенное издание, в которое дополнительно включены 6 альтернативных треков.

## Список композиций

### Оригинальная версия (1960)
1. Tonight Is So Right For Love
2. What’s She Really Like
3. Frankfort Special
4. Wooden Heart
5. G.I. Blues
6. Pocketful Of Rainbows
7. Shoppin' Around
8. Big Boots
9. Didja' Ever
10. Blue Suede Shoes
11. Doin' The Best I Can

Форматы: грампластинка

### Расширенная версия (1997)
1. Tonight Is So Right For Love
2. What’s She Really Like
3. Frankfort Special
4. Wooden Heart
5. G.I. Blues
6. Pocketful Of Rainbows
7. Shoppin' Around
8. Big Boots
9. Didja' Ever
10. Blue Suede Shoes
11. Doin' The Best I Can
12. Tonight’s All Right For Love
13. Big Boots (Fast Version)
14. Shoppin' Around (Alternate Take 11)
15. Frankfort Special (Fast Version-Take 2)
16. Pocketful Of Rainbows (Alternate Take 2)
17. Didja' Ever (Alternate Take 1)
18. Big Boots (Acoustic Version)
19. What’s She Really Like (Alternate Take 7)
20. Doin' The Best I Can (Alternate Take 9)

Форматы: компакт-диск